# 풍경궁
풍경궁(豐慶宮)은 대한제국 광무 6년(1902년) 평양에 지은 행궁이다.
정전인 태극전(太極殿), 편전인 지덕전(至德殿), 동궁전인 중화전(重華殿)과 정문인 황건문(皇建門)이 있었다. 
이후 자혜의원으로 전용되었고, 일제강점기를 거치면서 멸실되었다. 현재의 김일성종합대학 부속 평양의학대학 자리이다.